# Audrey Marks
Audrey Patrice Marks (Saint Mary, Jamaica, 30 de abril de 1968) es una diplomática jamaiquina. Ha sido embajadora de Jamaica en Estados Unidos durante dos mandatos, entre 2010 y 2012 y nuevamente a partir de 2016. Es la primera mujer embajadora de Jamaica en Estados Unidos y la primera persona que ocupa el cargo dos veces en dos periodos distintos. Simultáneamente sirvió como la representante permanente de Jamaica ante la Organización de Estados Americanos.